# 볼리비아 U-23 축구 국가대표팀
볼리비아 U-23 축구 국가대표팀(스페인어: selección de fútbol sub-23 de Bolivia)은 볼리비아를 대표하는 23세 이하의 축구 국가대표팀으로, 볼리비아의 축구 관리 기관인 볼리비아 축구 연맹의 관리를 받는다. 올림픽을 대비하는 대표팀이며, 팬아메리칸 게임에 총 2번 출전해 2007년에 4위를 기록했다.